# (578835) 2014 GL54
(578835) 2014 GL54 est un objet transneptunien faisant partie des objets épars avec un diamètre estimé à environ 230 km.